# Feerie

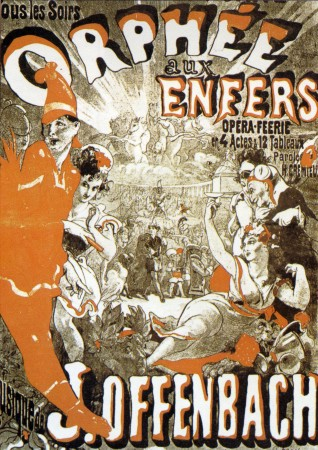
Afişul anunţând spectacolul cu opera-feerie Orfeu în infern, de Jacques Offenbach

Feeria (din franceză féerie) este o reprezentație de teatru sau de circ cu tematică mitică și cu personaje fantastice sau supranaturale, cu montare și costumație pline de culoare și de strălucire, care necesită o montare specială, numeroase trucaje și efecte scenice considerabile.
Atunci când o feerie este acompaniată de muzică, poartă denumirea de feerie muzicală. În funcție de subiect, aceasta se poate încadra în genul operă sau operetă.
Câteva exemple de feerii muzicale:
- Orfeu în infern, de Jacques Offenbach, operă-feerie, a cărei premieră a avut loc la 7 februarie 1874.
- Sânziana și Pepelea, de George Stephănescu, cu premiera în 1880.
- Frumoasa din pădurea adormită, un balet-feerie în trei acte de Piotr Ilici Ceaikovski a cărui premieră a avut loc în 1899.
- Făt Frumos (Porc Împărat), feerie în 3 acte și 5 tablouri de Alfonso Castaldi, cu premiera în 1915.
- Vrăjitorul din Oz film-feerie produs în SUA în 1939.
- Dragoste la zero grade, film-feerie românesc lansat în 1964.
- Veronica, film-feerie românesc lansat în 1972.
- Scufița Roșie - operetă-feerie pentru copii, cu premiera în 1949, și Zâna Zorilor  operă-feerie în 3 acte, cu premiera în 1981, compuse de Nicolae Brânzeu.
- Crăiasa zăpezii de Liana Alexandra, operă într-un act, cu premiera în 1982.